# حسن حسني (فنان عراقي)
حسن حسني ممثل ومخرج عراقي.

## حياته
بدأ الإخراج منذ عام (1974) اجتاز دورة تنفيذ البرامج عام 1972 في معهد التدريب الإذاعي بالعراق وخاض دورة إخراج في (ألمانيا الديمقراطية) عام 1976. 
بدأ حساته المهنية كممثل وأدى بطولة العديد من المسلسلات ابرزها دوره في شخصية (عادل) بمسلسل (نادية)الذي ذاع صيته في نهاية الثمانينات، ودوره في مسلسل (رجال الظل) بشخصية المهندس الذي يدرس في باريس وتحاول أن تجنده المخابرات الإسرائيلية. تحول إلى الاخراج التلفزيوني بمسلسلات مثل (ذئاب الليل)، والمسلسل الرومانسي (مواسم الحب) مع (شذى سالم).
بعد تدخلات قاسية من الرقابة العراقية في أعماله، غادر العراق إلى الأردن ثم السعودية حيث استقر هناك وزوجته تحمل الجنسية السعودية وهي اخت المخرج السعودي عبد الخالق الغانم، لكنه ظل يمارس نشاطه الفني على مستوى عربي شامل، فعمل مخرجاً في الأردن، ممثلاً في الشام وبغداد. يذكر أنه أدى بطولة مسلسل (سارة خاتون) للمخرج (صلاح كرم)، ومسلسل (فوبيا بغداد) في 2008، وأخرج مسلسل (رسائل من رجل ميت) والذي قام ببطولته الفنان الراحل (قائد النعماني) مع المطربة (شذى حسون) والفنان السوري (غسان مسعود) في 2008، وفي 2010 أخرج مسلسل (آخر الملوك) الذي يحكي عن قصة الملك فيصل الثاني (ملك العراق).

## أعماله

### تمثيل
- يوميات محلة (مسلسل)
- الوجه الآخر (مسلسل)
- المشروع الكبير (مسلسل)
- وراء الستار (مسلسل)
- ماضاع وامحى من اخبار جحى (مسلسل)
- عيونها والنجوم (مسلسل)
- ايلتقي الجبلان (مسلسل)
- جذور وأغصان (مسلسل) عام 1988
- نادية (مسلسل) 1987
- العميلة 911 (فيلم) 1993
- مواسم الحب (مسلسل) 1993
- رجال الظل (مسلسل) 1996
- فوبيا بغداد (مسلسل) 2008
- الثانية بعد الظهر (مسلسل) 2009
- سحر أسود (مسلسل) 2025

### إخراج
- مسلسل الفرج بعد الشدة 1982
- مسلسل بيت الحبايب 1984
- مسلسل عنفوان الاشياء 1985
- تحت السماء الزرقاء (مسلسل) 1980
- الكذبة الأولى (مسلسل) 1985
- الاماني الضالة (مسلسل) 1988
- ذئاب الليل ج1 (مسلسل) 1990
- مواسم الحب (مسلسل) 1993
- القطيعة (مسلسل) 1997
- السراب (مسلسل) 1998
- الزمن والناس (مسلسل) 1998
- خلك معي (مسلسل) ج4 1999
- بتشوفون شي (مسلسل)2000
- خلك معي (مسلسل) ج5 2000
- السحارة (مسلسل) 2001
- خلك معي (مسلسل) ج7 2002
- اسود وابيض (مسلسل) 2003
- بهلول الشاعر (مسلسل) 2003
- أبو العصافير (مسلسل) 2004
- مجاديف الأمل (مسلسل) 2005
- فوبيا بغداد (مسلسل) 2008
- رسائل من رجل ميت (مسلسل) 2008
- اعلان حالة حب (مسلسل) 2009
- الثانية بعد الظهر (مسلسل) مؤلف ومخرج 2009
- آخر الملوك (مسلسل) 2010
- رجال وقضية (مسلسل) 2011
- بقايا حب (مسلسل) 2012
- م م (مسلسل) 2013
- العدلين (مسلسل) 2021

## روابط خارجية
- حسن حسني على موقع قاعدة بيانات الأفلام العربية